# الحنين إلى الاتحاد السوفيتي

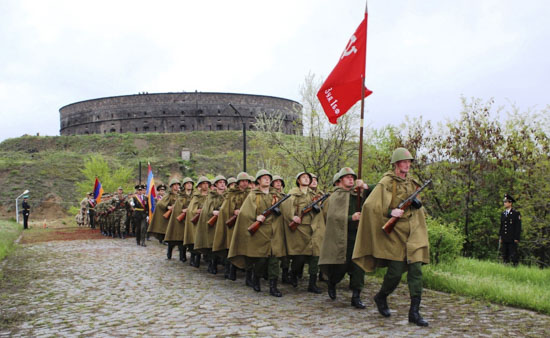
يحتفل الأرمن بالنصر السوفيتي على ألمانيا النازية، 9 مايو 2018

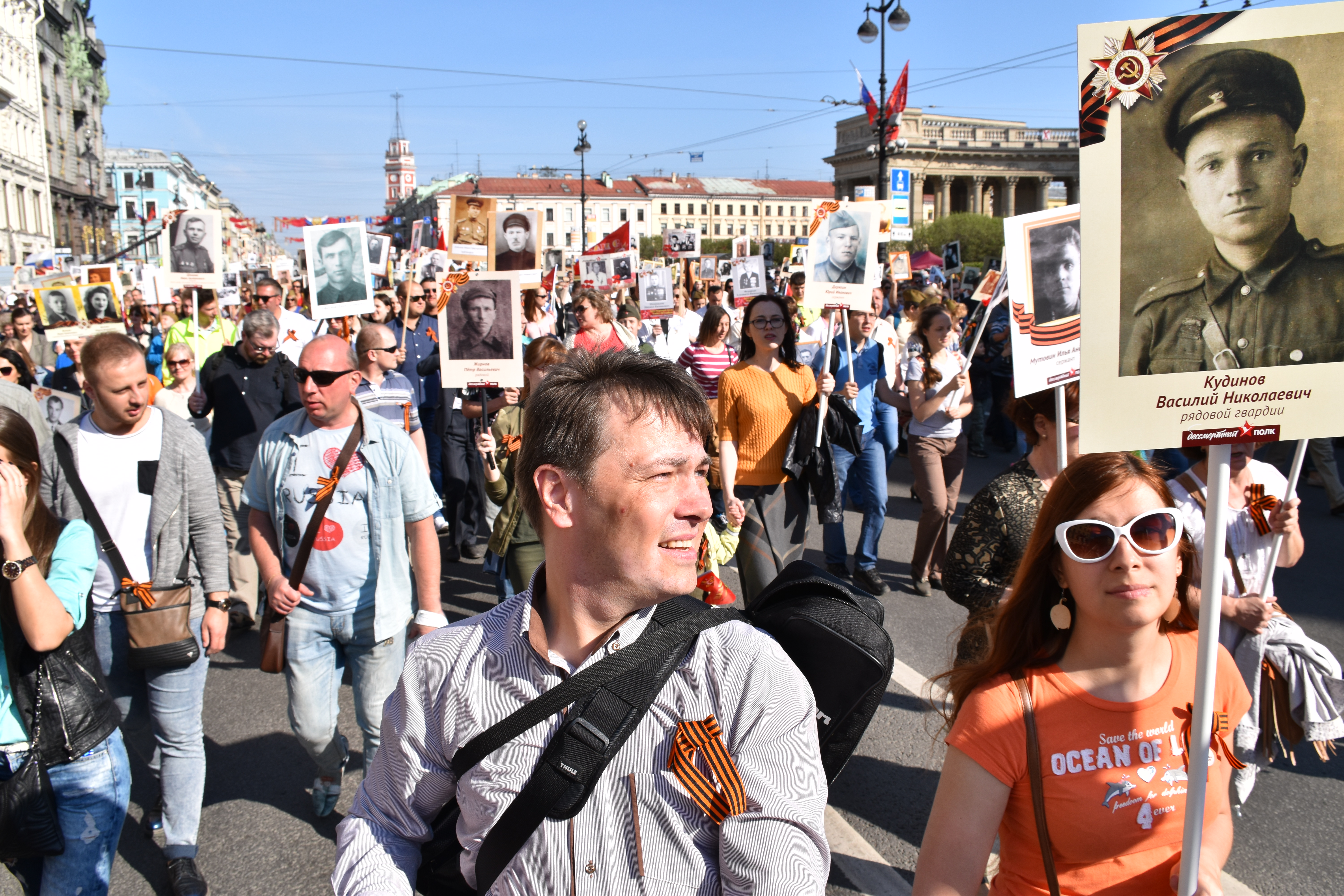
أشخاص في سانت بطرسبرغ في الفوج الخالد، يحملون صورًا لأسلافهم الذين قاتلوا في الحرب الوطنية العظمى.

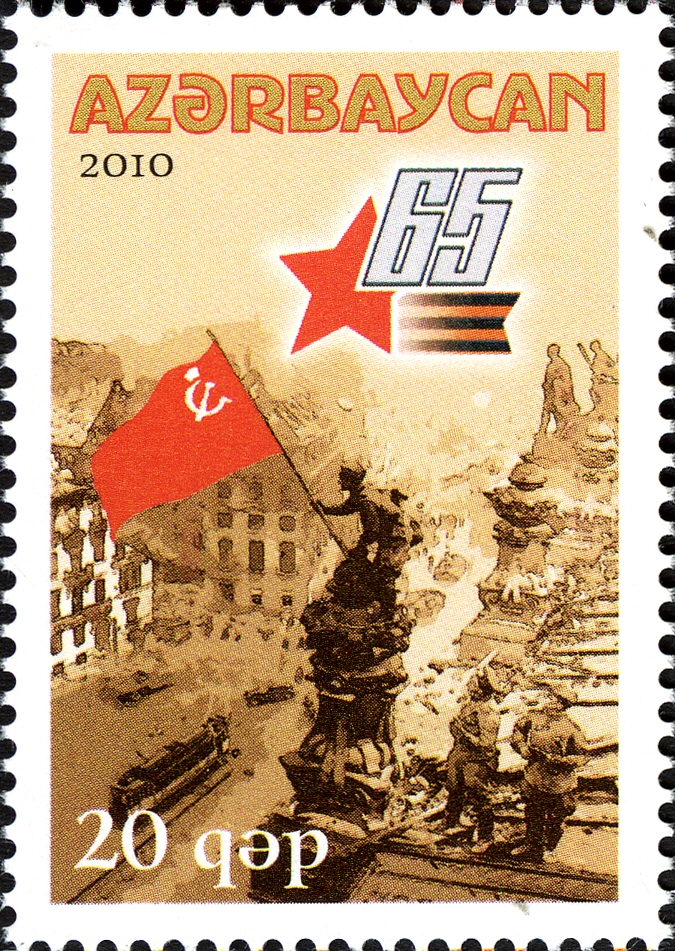
طابع أذربيجان، مؤرخ في عام 2010 بمناسبة الذكرى 65 لانتصار الاتحاد السوفيتي في أوروبا

الحنين إلى الاتحاد السوفيتي  (بالروسية: ностальгия по СССР)‏ أو الحنين السوفيتي  هي ظاهرة اجتماعية من الحنين إلى الحقبة السوفيتية (1922-1991) سواء لسياستها أو مجتمعها أو ثقافتها أو ببساطة جمالياتها. يحدث هذا الحنين بين الناس في روسيا ودول ما بعد الاتحاد السوفيتي الأخرى، وكذلك بين الأشخاص الذين ولدوا في الاتحاد السوفيتي ولكنهم يعيشون في الخارج منذ فترة طويلة.

## استطلاع الرأي

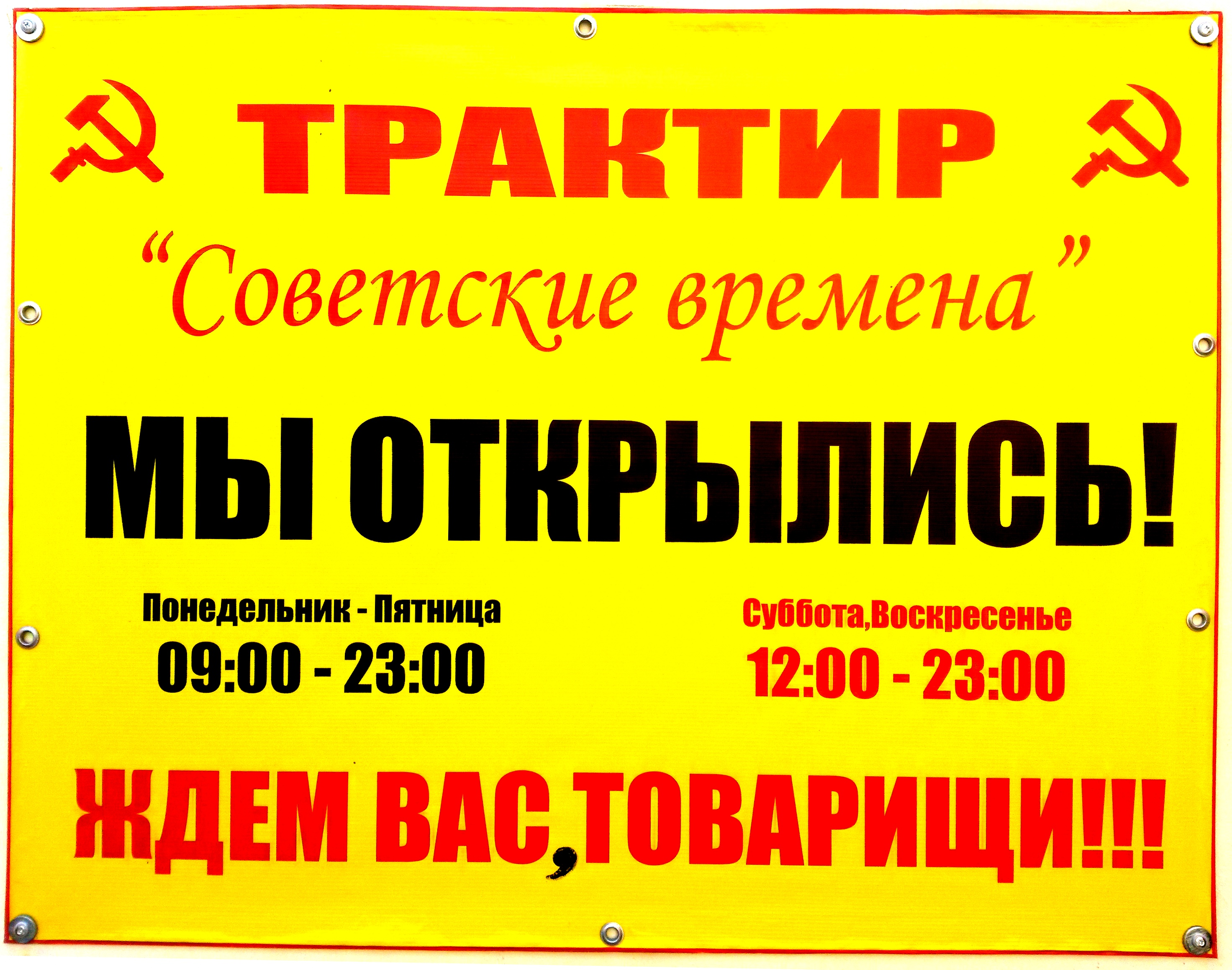
إعلان على الحائط في حانة "العصر السوفيتي" في موسكو

منذ سقوط الاتحاد السوفيتي والكتلة الاشتراكية، أظهر الاستطلاع السنوي الذي أجراه مركز ليفادا أن أكثر من 50 في المائة من سكان روسيا أعربوا عن أسفهم لانهيار الاتحاد السوفيتي، باستثناء عام 2012 عندما انخفض الدعم للاتحاد السوفيتي إلى أقل من 50 بالمائة. أظهر استطلاع عام 2018 أن 66٪ من الروس يأسفون لسقوط الاتحاد السوفيتي، مسجلاً رقماً قياسياً لمدة 15 عامًا، وجاءت غالبية هذه الآراء المؤسفة من أشخاص أكبر من 55 عامًا.
في أرمينيا، قال 12٪ من المشاركين في الاستطلاع إن انهيار الاتحاد السوفيتي كان جيدًا، بينما قال 66٪ أنه أضر. في قيرغيزستان، قال 16٪ من المستطلعة آراؤهم إن انهيار الاتحاد السوفيتي كان جيدًا، بينما قال 61٪ أنه أضر. وجد استطلاع عام 2012 بتكليف من مؤسسة كارنيجي أن 38٪ من الأرمن يوافقون على أن بلادهم «ستحتاج دائمًا إلى زعيم مثل ستالين».

## الأسباب
ووفقًا لاستطلاعات الرأي، فإن أكثر ما غيب عن الاتحاد السوفيتي السابق هو نظامه الاقتصادي المشترك، والذي وفر قدرًا ضئيلاً من الاستقرار المالي. أدت الإصلاحات الاقتصادية النيوليبرالية بعد سقوط الاتحاد السوفيتي والكتلة الشرقية إلى مستويات معيشية قاسية لعامة السكان. سمحت السياسات المرتبطة بالخصخصة بسقوط اقتصاد البلاد في أيدي الأوليغارشية التجارية المنشأة حديثًا. كان الشعور بالانتماء إلى قوة عظمى سببًا ثانويًا للحنين إلى الماضي. شعر الكثيرون بالإهانة والخيانة من تجاربهم خلال التسعينيات وألقوا باللائمة في الاضطرابات على مستشارين من القوى الغربية، خاصة مع اقتراب حلف الناتو من دائرة نفوذ روسيا.
وفقًا للدكتورة كريستين غودسي، باحثة في أوروبا الشرقية ما بعد الشيوعية:
وفقًا لاستطلاع مركز ليفادا (نوفمبر 2016)، يفتقد الناس الاتحاد السوفيتي بشكل أساسي بسبب تدمير النظام الاقتصادي الاشتراكي لجمهورياته الخمس عشرة (53٪)؛ فقد الناس الشعور بالانتماء إلى قوة عظمى (43٪)؛ ازداد عدم الثقة والقسوة المتبادلة (31٪)؛ فقد الناس الشعور بأنهم في المنزل عندما يكونون في أي جزء من الاتحاد السوفيتي (30٪)؛ فقد الأقارب والأصدقاء (28٪). تقول كارينا بيبيا، عالمة الاجتماع بمركز ليفادا، إن العوامل الاقتصادية لعبت الدور الأهم في تصاعد الحنين إلى الاتحاد السوفيتي في استطلاع 2018، مقابل فقدان الهيبة أو الهوية الوطنية، مشيرة إلى أن الغالبية العظمى من الروس «يأسفون على أنه كان هناك المزيد العدالة الاجتماعية وان الحكومة تعمل من اجل الشعب وانها أفضل من حيث رعاية المواطنين والتوقعات الابوية». وجد استطلاع رأي أجراه مركز ليفادا في يونيو 2019 أن 59٪ من الروس يشعرون أن الحكومة السوفيتية «تعتني بالناس العاديين» كما وصلت تفضيل جوزيف ستالين إلى مستويات قياسية في ربيع ذلك العام.